# エンド・オブ・ホワイトハウス
『エンド・オブ・ホワイトハウス』（原題: Olympus Has Fallen）は、2013年のアメリカ合衆国のアクション映画。
ホワイトハウスが北朝鮮出身のテロリストに占拠され、合衆国大統領が人質にとられたという設定で描くアクション・スリラー映画。
アントワーン・フークア監督、ジェラルド・バトラー主演・製作。2016年には続編となる『エンド・オブ・キングダム』、また2019年には『エンド・オブ・ステイツ』が公開された。

## ストーリー

### プロローグ
シークレット・サービス隊長としてアメリカ合衆国大統領一家の警護任務を帯びていたマイク・バニングは、クリスマスの吹雪の中を走行する大統領専用車の護衛の任に就いていた。しかし不慮のスリップ事故によって、大統領夫人を死なせてしまう。

### テロリスト襲撃
それから1年半後、マイクはリン・ジェイコブス長官に「あの時の判断は正しかった」と言われながらも、大統領の心情に対する配慮によって現場任務から退き、財務省でのデスクワークへと異動していた。アメリカ独立記念日の翌日の7月5日、韓国のイ首相が渡米した。
会談の最中、国籍不明のAC-130がワシントンD.C.上空に侵入する。警戒飛行中、ホワイトハウス上空から退去するよう警告を行なった２機のF-22を突然バルカン砲で撃墜し、さらにホワイトハウス周辺に無差別射撃を行う。それを受け、合衆国大統領ベンジャミン・アッシャーは閣僚や韓国首相、両国の警護チームと共に、ホワイトハウス地下にあるバンカーへ避難する。
AC-130はホワイトハウスにも攻撃を仕掛けるが、緊急発進してきたもう１機のF-22により撃墜される。次いで、観光客に紛れていたテロリストの自爆攻撃により門が破壊され、正体不明の武装テロ集団がホワイトハウスを襲撃する。その頃、大統領は各所に指示を出していたが、テロリストと内通していた韓国首相の警護チームがバンカー内を制圧。
一方、オフィスから駆け付けたマイクを含むシークレットサービス達は応戦するものの、巧妙に計画された奇襲攻撃と相手の圧倒的な火力の前に一人また一人と倒れていく。マイクは為す術もなくホワイトハウス内への一時退避を余儀なくされる。シークレット・サービスのローマ隊長は殺される直前、長官に対して警報「オリンポスは落ちたり（olympus has fallen）」を発する。
テロリストは見せしめとして韓国首相を殺害。加えて日本海周辺に展開する第7艦隊と在韓米軍の撤退を要求する。未曾有の事態に全米が震撼する中、ペンタゴンに設けられた対策本部はホワイトハウス内から衛星回線を使った緊急連絡を受ける。それはマイクからであった。互いに情報交換を行い、対策本部から大統領とその令息コナーの救出命令を受け、マイクは武装テロ集団に反撃を開始する。

### ケルベロスコードの強奪
しかし、テロリストのリーダー・カンの狙いは軍の撤退だけではなかった。カンは手中に収めた統参議長、国防長官、大統領を順番に脅迫し、「ケルベロス」のコードを聞き出そうとする。ケルベロスはいったん発射された核兵器を爆破処分するためのシステムで、大統領は統参議長と国防長官にそれぞれのコードを明かすよう命じ、自らは抵抗すると決断する。対策本部は二人のコードが入力されたことを察知し、アメリカの核兵器を封じ北朝鮮の南侵を容易にすることがカンの目的だと推測する。
マイクは壁の裏の通路に隠れていたコナーを見つけ、カンの部下たちを倒しつつ無事脱出させ、自らはホワイトハウス内に残る。そこへ6機のヘリコプターが飛来する。事態の打開を急ぐ対策本部が、海軍特殊部隊による強行突入に踏み切ったのだ。しかしカンたちはヘリコプターの接近を探知しており、屋上の自動防空兵器「ハイドラ6」を起動して迎撃する。バニングがハイドラ6を破壊するまでに5機が撃墜され、突入は失敗する。
カンは報復としてバンカーでロドリゲス副大統領を射殺し、マイクに煽られて国防長官をホワイトハウスのテラスへ引き出し衆人環視のもとで射殺しようとする、しかし、マイクが介入したことで再びバンカーに撤退し、戸外へ逃れた国防長官は無事保護される。

### ケルベロス解除
対策本部を率いる下院議長はカンの要求を受け入れ、第7艦隊と在韓米軍の撤収を始め、ホワイトハウスに逃走用のヘリコプターを差し向ける。カンたちと人質を乗せたヘリコプターが離陸すると、突然爆発して墜落する。カンは部下と人質数人を身代わりにして、自らは大統領を連れて地下から脱出するよう企んでいたのだ。ホワイトハウス占拠を巡る報道は世界中に伝わり、諸国の動きも不穏さを増してきた。
そしてカンは総当たり攻撃によって、大統領が黙秘していた暗証コードを突き止め、ケルベロスを発動する。かつてカンの両親は幼い彼を連れて軍事境界線を越え脱北しようとしたが、南側に仕掛けられていた地雷によって命を落としていた。アメリカに恨みを抱くカンの狙いは、アメリカの核兵器をそれぞれの保管場所で一斉に爆破し、全土を荒廃させることだった。そこにマイクが駆けつけ、大統領が撃たれて倒れるも、格闘の末にカンを倒す。そして対策本部から伝えられる解除コードを入力して、ケルベロスを停止させることに成功。下院議長は韓国と北朝鮮に連絡を取り、事態はようやく収拾された。

### エピローグ
時が過ぎ、復帰した大統領は今回の事件を受けた演説を行う。その傍らに、再び大統領警護隊長になったマイクの姿があった。

## キャスト
※括弧内は日本語吹替
- マイク・バニング - ジェラルド・バトラー（宮内敦士）

特別警護官。しかし大統領夫人の事故死をきっかけに、シークレットサービスの現場勤務を辞めてしまう。
- ベンジャミン・アッシャー - アーロン・エッカート（井上和彦）

大統領。家族や仲間はもちろん国民を愛する人格者。
- アラン・トランブル - モーガン・フリーマン（坂口芳貞）

下院議長。大統領代理としてテロ事件対策を指揮する。
- リン・ジェイコブス - アンジェラ・バセット（斉藤貴美子）

シークレットサービス長官。
- カン・ユンサク - リック・ユーン（山野井仁）

KUF指導者。イ・テウの側近として暗躍した。
- デイヴ・フォーブス - ディラン・マクダーモット（檀臣幸）

元・特別警護官。カンたちに寝返りバニングと戦うが敗れる。しかし戦いを通して改心してカンを裏切り、バニングに有利になる状況を作る。
- コナー・アッシャー - フィンリー・ジェイコブセン（白石涼子）

ベンジャミンの息子。
- ルース・マクミラン - メリッサ・レオ（佐藤しのぶ）

国防長官。
- エドワード・クレッグ - ロバート・フォスター（西村知道）

陸軍参謀総長。
- ローマ - コール・ハウザー (志賀麻登佳)

大統領警護隊長。
- レイ・モンロー - ショーン・オブライアン（英語版） (中田隼人)

国家安全保障局副長官。
- リア・バニング - ラダ・ミッチェル（湯屋敦子）

マイクの妻。
- イ・テウ - ケオン・シム（英語版）(烏丸祐一)

韓国首相。北朝鮮の対応の協議のためにホワイトハウスに訪れる。
- オネ―ル-ランス・ブロードウェイ  (白熊寛嗣)

特別警護官。
- ジョーンズ-トリ―・キトルズ (菅原雅芳)

特別警護官。
- マーク・ディアス-フレディ・ボッシュ (各務立基)

特別警護官。
- チャーリー・ロドリゲス - フィル・オースティン  (斉藤次郎)

副大統領。
- マリー・ジェニー - シャンナ・フォレスタル (吉田麻実)
- ジョー・ホエニッヒ統合参謀本部議長 - ジェームス・インガーソル
- チョ - ケヴィン・ムーン (竹内栄治)

KUF幹部兵士。
- リム - マラーナ・リー

KUF技術者。
- ユ-サム・メヂィア

KUF幹部兵士。
- マーガレット・アッシャー大統領夫人 - アシュレイ・ジャッド（佐々木優子）

交通事故で亡くなる。
- ニュースキャスター - ローレンス・オドネル (中田隼人)
- その他の日本語吹き替え - 宮本克哉/蓮池龍三/塩谷綾子/西村太佑

## 製作
2012年3月、ミレニアム・フィルムズが本作のスペック・スクリプトを獲得し、同月後半にはジェラルド・バトラーがキャスティングされた。同年にはソニー・ピクチャーズが同じくホワイトハウス占拠を題材とした映画『ホワイトハウス・ダウン』のキャスティング、撮影を進めていた。
撮影は2012年7月半ばにルイジアナ州シュリーブポートで始まった。作中の舞台設定はワシントンD.C.であり、VFX合成などによりその風景が作り上げられた。

### スタッフ
- 監督：アントワーン・フークア
- 脚本：クレイトン・ローテンベルガー、カトリン・ベネディクト
- 製作：ジェラルド・バトラー、エド・カゼル三世、アラン・シーゲル、マーク・ギル
- 製作総指揮：ボアズ・デヴィッドソン、マーク・ギル、アヴィ・ラーナー、ハイディ・ジョー・マーケル、ピーター・シュレッセル、トレヴァー・ショート
- 撮影監督：コンラッド・W・ホール
- プロダクションデザイナー：デレク・R・ヒル
- 編集：ジョン・ルフーア
- 衣裳デザイン：ダグ・ホール
- 音楽：トレヴァー・モリス

## 公開
アメリカ合衆国では2013年3月22日に公開された。当初は2013年4月5日公開が予定されていたが、『デンジャラス・バディ』との競合を避けるために変更された。配給はフィルム・ディストリクトが行った。

### 批評家の反応
Rotten Tomatoesでは、批評家の一致した見解は「オリジナリティはないが、『エンド・オブ・ホワイトハウス』はアントワーン・フークアの緊張感のある演出とジェラルド・バトラーの力強い演技のおかげでアクション狂には充分な出来かもしれない。」であり、197件のレビューで支持率49%、平均点は10点満点中5.45点となっている。
Metacriticでは、30件のレビューで高評価8件、賛否混在16件、低評価6件、平均点は100点満点中41点となっている。

### 興行収入
北米公開初週末の興行収入は約3050万ドルであり、ハリウッドの専門家の予想よりも700万ドル高かった。

## 続編
- 本作の続編として『エンド・オブ・キングダム』の製作が決定した。脚本家と主要キャストはそのまま続投する[15]。